# Kereszténység Japánban

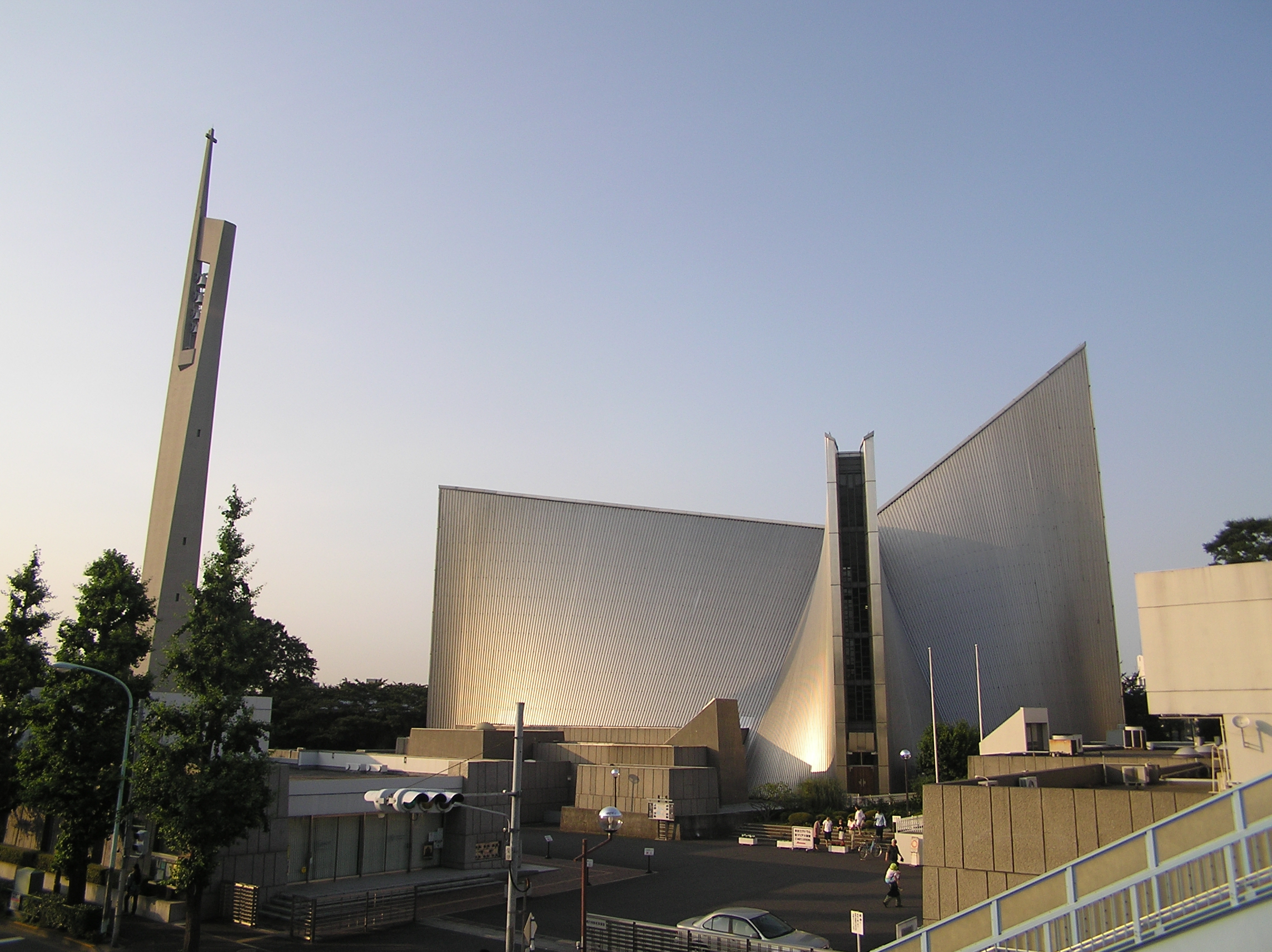
Tange Kenzó Szűz Mária-katedrálisa Tokióban

A kereszténység (japánul: キリスト教, kiriszutokjó, Hepburn-átírással: kirisutokyō) akkor vert gyökeret a szigetországban, amikor az első portugál kereskedők 1543-ban „felfedezték” Japánt.

## Első korszak (1549 – 1639)

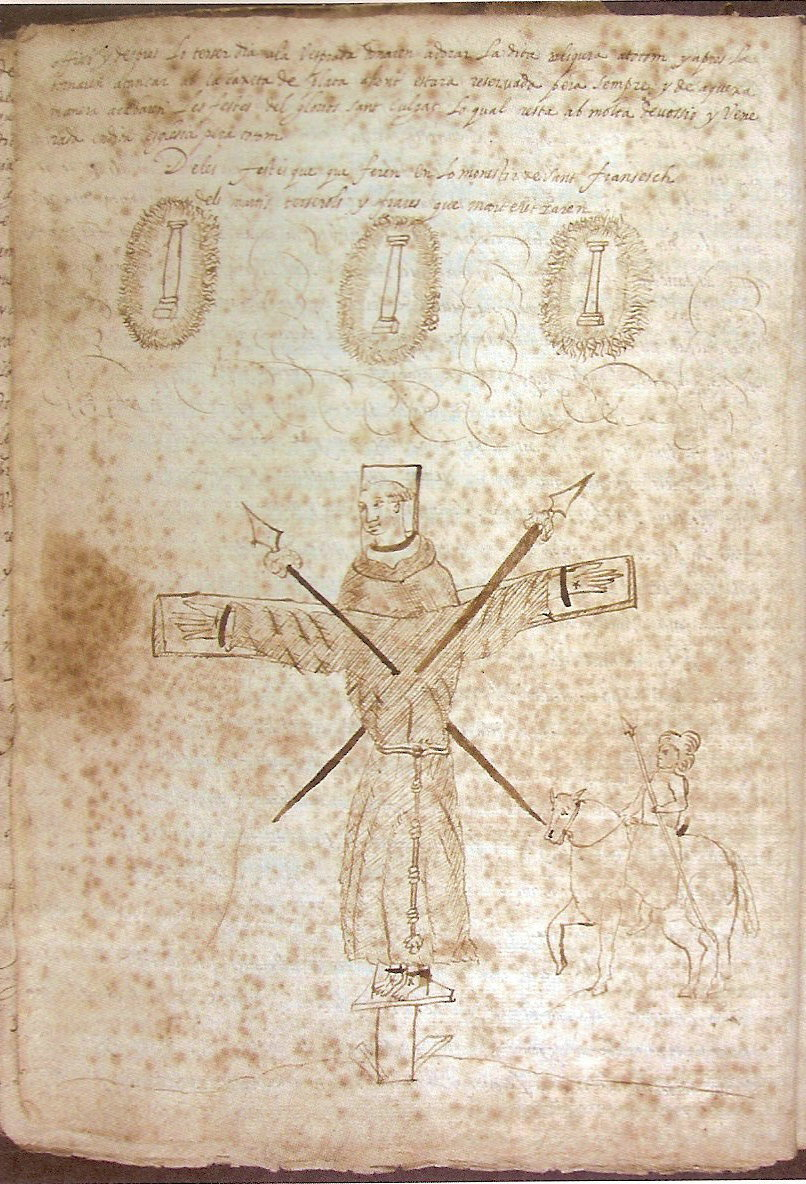
Mártírhalál

Az első (jezsuita) misszionáriusok, élükön Xavéri Szent Ferenccel, 1549-ben léptek partra. Főleg Kjúsún, Nagaszaki környékén térítettek sikerrel: 1579-re a daimjók közül hat is megkeresztelkedett, s velük vagy százezer alárendeltjük. Alessandro Valignano fővizitátor 1582-ben négy japán ifjút vitt magával Portugáliába és Rómába (Tensó-kori követjárás). Az 1580-as években spanyol ferencesek és dominikánusok is érkeztek, s a rendek meg a két ibériai ország rivalizálása hozzájárult az első keresztényellenes rendeletek kibocsátásához. Az üldözéseket Tojotomi Hidejosi kezdte, parancsára 1597. február 5-én 26 katolikust – 6 ferencest, 3 japán jezsuitát és 17 japán segítőjüket, köztük 3 gyermeket (a 26 japán vértanút – feszítettek keresztre. Tojotomi keresztényüldözését Tokugava Iejaszu folytatta, de a mártírok száma az 1637–38-as simabarai felkeléssel öltött igazán tömegméreteket, 35-37 ezer hívő választotta inkább a lefejezést, mint azt hogy tagadja meg keresztény hitét. Másokkal különös kegyetlenséggel bántak el, ürülékkel teli verembe lógatták, vagy ugyanilyen helyzetben folyóvíz alá tartották az arcukat, hogy megfulladjanak, vagy megtagadják hitüket. Így halt vértanú halált 87 jezsuita köztük 44 japán származású, mint például Carlo Spinola, Leonardo Kimura, Manuel Boges, Nicolau Fukunage és Marcello Mastrilli jezsuiták. Az Edo-bakufu izolációs politikájának meghirdetésével (1639) véget ért a (katolikus) kereszténység első korszaka Japánban.

## 1860-tól napjainkig
Az 1860-as években, miután az ország újra kénytelen volt megnyitni kapuit a külvilág előtt (Matthew Calbraith Perry), kiderült, hogy Nagaszaki környékén mintegy 60 ezer ’titkos keresztény’ (kakure kirisitan) él, akik bujkálva hódoltak őseik 250 éve felvett vallásának.
A Meidzsi-kor (1868–1912) óta (noha még az első korabeli alkotmány sem garantált teljes vallásszabadságot, sőt a titkos keresztények közül többet ki is végeztek, az 1930-as, -40-es évek militarizmusa pedig kötelezővé tette a sintót, s a második világháború alatt minden misszionáriust internáltak vagy kiutasítottak) a katolikus és protestáns egyházak több egyetemet (Sophia Egyetem), kórházat, menhelyet stb. alapítottak és működtetnek máig. Az 1,5 millió japán kereszténynek napjainkban körülbelül kétötöde katolikus (16 egyházmegye, 800 egyházközség) és háromötöde protestáns (körülbelül 7000 templommal és imaházzal). Mindazonáltal a kereszténység továbbra is „idegen” vallásnak számít, elsősorban monoteizmusa és az egyénre koncentráló erkölcstana miatt, abban a japán társadalomban és hagyományrendszerben, amelyben évezredes politeista vallások (buddhizmus, sintó) és csoportközpontú erkölcsi parancsok dominálnak.